# Marie Kaldvee
Marie Kaldvee (nacida Marie Turmann, Tallin, 23 de enero de 1995) es una deportista estonia que compite en curling. Ganó una medalla de plata en el Campeonato Mundial de Curling Mixto Doble de 2024.

## Palmarés internacional
| Campeonato Mundial Mixto Doble | Campeonato Mundial Mixto Doble | Campeonato Mundial Mixto Doble | Campeonato Mundial Mixto Doble |
| Año                            | Lugar                          | Medalla                        | Prueba                         |
| ------------------------------ | ------------------------------ | ------------------------------ | ------------------------------ |
| 2024                           | Östersund (Suecia)             | Medalla de plata               | Mixto doble                    |